# Мичанское сельское поселение
Мичанское се́льское поселе́ние — муниципальное образование в Сабинском районе Татарстана Российской Федерации.
Административный центр — село Старый Мичан.

## История
Статус и границы сельского поселения установлены Законом Республики Татарстан от 31 января 2005 года № 39-ЗРТ «Об установлении границ территорий и статусе муниципального образования "Сабинский муниципальный район" и муниципальных образований в его составе».

## Население
| 2010 | 2011 | 2012 | 2013 | 2014 | 2015 | 2016 |
| ---- | ---- | ---- | ---- | ---- | ---- | ---- |
| 736  | ↘734 | ↘724 | ↘713 | ↘696 | ↘691 | ↘680 |
| 2017 | 2018 |      |      |      |      |      |
| ↘664 | ↘651 |      |      |      |      |      |

## Состав сельского поселения
| № | Населённый пункт | Тип населённого пункта       | Население |
| - | ---------------- | ---------------------------- | --------- |
| 1 | Бакшанда         | деревня                      |           |
| 2 | Кренни           | село                         |           |
| 3 | Новый Мичан      | село                         |           |
| 4 | Старый Мичан     | село, административный центр |           |